# Backseat (dal)
A Backseat egy dal a New Boyz elnevezésű hiphopduótól. 2011. február 15-én jelent meg digitálisan az Egyesült Államokban a Too Cool to Care című album második kislemezeként. A The Cataracs és Dev is közreműködött a felvételen.

## Videóklip
A dalhoz tartozó videóklipet Jake Davis rendezte. A klip 2011. március 7-én jelent meg. Néhány jelenetben egy Mercedes-Benz 300SL látható.

## Számlista és formátumok
- Az iTunes-on deluxe kislemezként jelent meg a Backseat.[3]
- Deluxe kislemez

1. Backseat (közreműködik a The Cataracs és Dev) – 3:44
2. Backseat (instrumentális változat) – 3:44
3. Tough Kids (közreműködik a Sabi) – 3:10

## Slágerlistás helyezések
| Kislemezlista (2011)        | Legjobb helyezés |
| --------------------------- | ---------------- |
| Ausztrál kislemezlista      | 89               |
| Belgium (Ultratip Flandria) | 44               |
| Canadian Hot 100            | 52               |
| Új-Zéland (RIANZ)           | 28               |
| Brit kislemezlista          | 55               |
| Brit R&B lista              | 16               |
| US Billboard Hot 100        | 26               |
| US Pop Songs (Billboard)    | 17               |
| US Rap Songs (Billboard)    | 12               |

### Év végi összesített listák
| Chart (2011)         | Position |
| -------------------- | -------- |
| US Billboard Hot 100 | 84       |